# Hermacha evanescens
Hermacha evanescens là một loài nhện trong họ Nemesiidae.
Hermacha evanescens được miêu tả năm 1903 bởi Purcell.